# Ekkehard Hehenwarter
Ekkehard Hehenwarter (* 3. November 1920 in Mehrnbach; † 2014) war ein österreichischer Geologe.

## Leben
Häusler legte 1949 an der Universität Graz die Lehramtsprüfung ab und wurde 1950 ebenda in Geologie zum Dr. phil. promoviert. 1983 wurde ihm der Titel Mag. rer. nat. verliehen. Von 1951 bis zur Pensionierung 1986 war Häusler als Geologe bei der Oberösterreichische Kraftwerke AG in Linz beschäftigt.

## Veröffentlichungen
- Ergänzungen zur Tabulatenfauna des Perm von Timor und zur Stellung des Genus Trachypsammia Gerth. In: Palaeontographica, Suppl. IV, 5/2, 1951, S. 57–94.
- Der Traunsee im Brennpunkt naturwissenschaftlicher Forschung. In: Seenschutz. Schriftenreihe des österr. Wasserwirtschaftsverbandes. Springer, Wien 1961, S. 83–87.
- Wasserkraftnutzung und Wasserreinheit. Wien 1965.
- Naturkundliche Station der Stadt Linz. Ein Außenstehender meint dazu:.  In: Apollo. Folge 49, Linz 1977, S. 1–2 (zobodat.at [PDF; 2,8 MB]).